# Barkly-Oos
Barkly-Oos (Engels: Barkly East) is een plaats in de Zuid-Afrikaanse provincie Oost-Kaap.
Barkly-Oos telt ongeveer 10.000 inwoners.

## Subplaatsen
Het nationaal instituut voor de statistiek, Stats SA, deelt sinds de census 2011 deze hoofdplaats in in 6 zogenaamde subplaatsen (sub place), waarvan de grootste zijn:
Fairview • Nkululeko.